# Pernille (film)
|  | Denne artikel er oprettet af botten PalnaBot ud fra en ekstern database. Den kan derfor have sproglige fejl eller mangler. Denne skabelon kan fjernes efter kontrol af indholdet. |

Pernille er en film instrueret af Peter Bloch efter manuskript af Peter Bloch.

## Handling
En dokumentarfilm om at være 25 år og åndssvag - med krav om frihed.